# Estación Acesso Norte
La Estación Acesso Norte es una de las estaciones del Metro de Salvador, situada en Salvador en la región de la Rótula do Abacaxi, próxima al barrio Horto Bela Vista y su shopping, estando este conectado por una pasarela. Es una de las estaciones terminales que integran la Línea 1 del sistema y en ella se inicia la integración con la línea 2.
Fue inaugurada el 11 de junio de 2014, junto con otras 3 estaciones de la línea.

## Características
Estación de superficie con intermodalidad con la terminal de autobús urbano.